# Psellidotus atrifacies
Psellidotus atrifacies är en tvåvingeart som först beskrevs av James 1970.  Psellidotus atrifacies ingår i släktet Psellidotus och familjen vapenflugor. Inga underarter finns listade i Catalogue of Life.